# El cuadragésimo primero (película de 1956)
El cuadragésimo primero (en ruso: Сорок первый, romanizado: Sórok pervy) es una película soviética de 1956, basada en la novela homónima de Borís Lavreniov, dirigida por Grigori Chujrái, protagonizada por Izolda Izvítskaya y Oleg Strizhénov y producida por los estudios cinematográficos Mosfilm. El filme, una nueva versión de la película muda de 1927 con el mismo título, está ambientada durante la guerra civil rusa y cuenta la historia de un trágico romance entre una francotiradora del Ejército Rojo y un oficial del Ejército Blanco que después de un naufragio se encuentran aislados en una pequeña isla en el mar de Aral.

## Sinopsis
En 1919, durante la guerra civil rusa, una pequeña fuerza de soldados del Ejército Rojo, que ha sobrevivido a un sangriento enfrentamiento con los blancos, se ve obligada a huir a través del inhóspito desierto de Karakum. Entre ellos, se encuentra la francotiradora María Filatovna Basova, que ya se ha cobrado la vida de treinta y ocho enemigos. Cuando la unidad embosca a una caravana de camellos que transporta a varios soldados blancos, mata a dos más e intenta dispararle a su oficial, que sería su cuadragésima primera víctima. Pero falla. El hombre, un teniente llamado Govoruja-Ótrok, lleva una carta del almirante Aleksandr Kolchak al general Antón Denikin, en la que dice que tiene información secreta que debe ser transmitida oralmente. 
María tiene la misión de vigilarlo. Surgen tensiones entre los dos: el oficial es un aristócrata bien educado que está a la vez divertido e impresionado por los toscos intentos de María, la hija huérfana de un pescador, de componer poesía Agitprop. Cuando roban sus camellos, su comandante decide enviar a su cautivo en un barco al cuartel general en Kazalinsk a través del mar de Aral. El barco zozobra en una tormenta repentina, y solo María y Govoruja-Ótrok sobreviven, varados en una pequeña isla aislada. María trata al oficial blanco cuando este enferma y poco a poco queda encantada con sus delicados modales, mientras que él se ve abrumado por la gratitud y comienza a llamarla «Viernes» con afecto. Cuando ella exige saber a qué se refiere, él le cuenta la historia de Robinson Crusoe. Los dos se enamoran y durante algún tiempo parecen olvidarse de la guerra.
Posteriormente, ven un pequeño barco que se acerca a su isla, al principio piensan que son pescadores y corren hacia ellos para pedirles ayuda. Pero pronto Govoruja-Ótrok los reconoce como soldados blancos y tiene la intención de unirse a ellos. María le dispara por la espalda, matándolo. Cuando se da cuenta de que está muerto, corre hacia el mar y abraza su cadáver.

## Reparto
- Izolda Izvítskaya como María «Maryutka» Filátovna Básova
- Oleg Strizhénov como teniente Vadim Nikoláievich Govoruja-Ótrok
- Nikolái Kryuchkov como comisario Arsenti Yevsiukov
- Asanbek Umuralíyev como Umankul
- Nikolái Dupak como el soldado Andréi Chupilko
- Piotr Lyubeshkin como Guzhov
- Gueorgui Shapoválov como Teréntiev
- Daniil Netrebin como Semyanny
- Anatoli Kokorin como Yegórov
- Muratbek Ryskúlov como jefe de la caravana de camellos
- T. Sardarbékova como Altynái, chica campesina del aúl.
- Kirey Zharkimbáiev como Timerkul, chico campesino del aúl
- Vadim Zajárchenko como teniente Kuchkovski
- S. Solonitski como coronel blanco
- Aleksandr Grechany como Prokópych
- Nikolái Jryáschikov como el Yesaúl

## Producción
La película está basada en la novela homónima escrita por Borís Lavreniov, que ya había sido llevada al cine por Yákov Protazánov en 1927. En una carta de 1956 al historiador literario Borís Geronimus, Lavreniov escribió: 

Nunca necesité ninguna fuente para documentar mis novelasː El viento (en ruso, Véter, 1924) y El cuadragésimo primero. Todo lo que escribí en esas dos novelas está basado en mis propias experiencias y se trata de personas reales que llegué a conocer personalmente. El personaje de Maryutka (María Filátovna Básova) está basado en Anya Vlásova, una chica real, que se había ofrecido como voluntaria para el Ejército Rojo y había servido en el Frente del Turkmenistán. Más tarde, visitó a menudo las oficinas de Krásnaya zvezdá con sus extremadamente conmovedores, pero totalmente ridículos, poemas, uno de los cuales cité en la novela, sin hacer ningún cambio. Y Govoruja-Ótrok era un porúchik, también real, que había sido capturado por una de nuestras unidades de caballería en Priaralye. Así que simplemente organicé una reunión ficticia para esas dos personas reales en la isla de Barsa-Kelmes.

La película fue el debut como director de Grigori Chujrái. Al principio, la dirección de Mosfilm se mostró reacia a autorizar el guion de Koltunov, ya que la descripción de una historia de amor entre una soldado roja y un soldado blanco se consideró inapropiada: el guion tuvo que ser revisado seis veces. Sin embargo, Chujrái contó con el apoyo de los eminentes directores Iván Pýriev y Mijaíl Romm. Cuando se discutió el guion final en la dirección de Mosfilm el 19 de abril de 1955 y varios de los presentes plantearon el tema, Romm dijo: «¡Muy bien! Que todas las chicas se enamoren del enemigo y luego lo maten». Después de eso, la película fue aprobada.
La película comenzó a rodarse en la primavera de 1956 y terminó en el verano. Se llevó a cabo en la República Socialista Soviética de Turkmenistán, en las proximidades de Krasnovodsk y en la península de Chelekén en el Mar Caspio; este último lugar sirvió como ubicación para las escenas de la isla.

## Recepción y premios
El cuadragésimo primero  atrajo a 25,1 millones de espectadores en la Unión Soviética, convirtiéndose en la décima película más exitosa en la taquilla de 1956. En el Festival Mosfilm de jóvenes cineastas celebrado entre el 12 y el 15 de abril de ese año, la película ganó en las categorías de Mejor Película, Mejor Actor y Mejor Fotografía. En el Festival Internacional de Cine de Edimburgo de 1957 ganó un Diploma Honorífico. En el Festival Internacional de Cine de Cannes de 1957 ganó el Premio Especial del Jurado y fue nominado para la Palme d'Or.